# プリティ。オッド。
『プリティ。オッド。』（Pretty. Odd.）は、アメリカ合衆国のポップ・ロック・バンドであるパニック・アット・ザ・ディスコの2作目のスタジオ・アルバム。2008年3月25日にフュエルド・バイ・ラーメンおよびディケイダンス・レコードから発売された。日本では同年4月9日に発売され、ボーナス・トラックとCD-EXTRAとして「ナイン・イン・ジ・アフターヌーン〜恋するタイミング」のミュージック・ビデオが追加収録された。バンドにとってアーティスト名義に感嘆符が付かない表記が使用された唯一のスタジオ・アルバムとなっている。
ビートルズの影響が反映された作品で、ストリングスのレコーディングやミキシングはビートルズがレコーディングで使用していたアビー・ロード・スタジオで行なわれた。Billboard 200では18週にわたってチャートインし、最高位2位を記録。本作は翌年にギタリストのライアン・ロスとベーシストのジョン・ウォーカーが脱退する前に発売された最後のスタジオ・アルバムとなった。
アメリカ国内では2011年1月時点でアルバムは422,000枚の売上を記録している。

## 背景

### 『Cricket & Clover』
2006年12月、パニック!アット・ザ・ディスコは新しいアルバムのためのアイデアについて言及した。短期間でアルバムのアイデアを発展させた後、2007年3月にネバダ州の田舎町にある小屋で曲作りを開始。この時点でアルバムの発売を秋に予定していたが、プロデューサーは決まっていなかった。4月までに4曲完成させ、アルバムの制作の場をロサンゼルスに移して継続。アルバムのアイデアについてロスは「ロマンティックな展開のある現代的なおとぎ話」と説明し、ウォーカーも「コンセプト・アルバムのような作品になるだろう」と説明した。また、ウォーカーはメンバー全員が作曲に携わったことについても語っている。
当時、アルバムタイトルは『Cricket & Clover』とされ、2007年の『サマーフェスト』で演奏された「It's True Love」が収録曲の候補として挙がっていた。「ニアリー・ウィッチズ」はこの時期に作曲された楽曲の1つであったが、アルバムのコンセプトに合わないという理由から『プリティ。オッド。』への収録は見送られ、その後ユーリーとスミスによって次作『悪徳と美徳』の収録曲として仕上げられた。

### 企画の破棄 - 『プリティ。オッド。』
2007年6月1日、アルバムのレコーディングを開始。この時点でアルバムのための新曲が8曲存在していた。新曲のレコーディングや夏のライブツアーを経て、パニック・アット・ザ・ディスコは地元のラスベガスに戻りデビュー作の作曲を行なったリハーサル・スタジオに入った。ロスによればこの時点でアルバムの「4分の3」ほど完成していたが、メンバーは次第に作曲した楽曲への興味を失ったことから8月までに当初のアルバムのアイデアが放棄された。その後、当初のアイデアと相反するそれぞれに全然、違うタイプの曲を集めた作品として改めて曲作りを始めた。ロスは前作は、まず曲があって、そこに歌詞を加えていったけど、今回は、いろいろな方法を試したんだ。僕が元々持っていた歌詞に曲をつけたり、みんなでメロディーを作って、そこに歌詞をつけたり、いろいろな曲作りのパターンがあったからこそ、これだけいろいろな曲が作れたんだと語っている。その後新たに作られた楽曲のレコーディングを行ない、『プリティ。オッド。』として仕上げられた。

## 制作やレコーディング

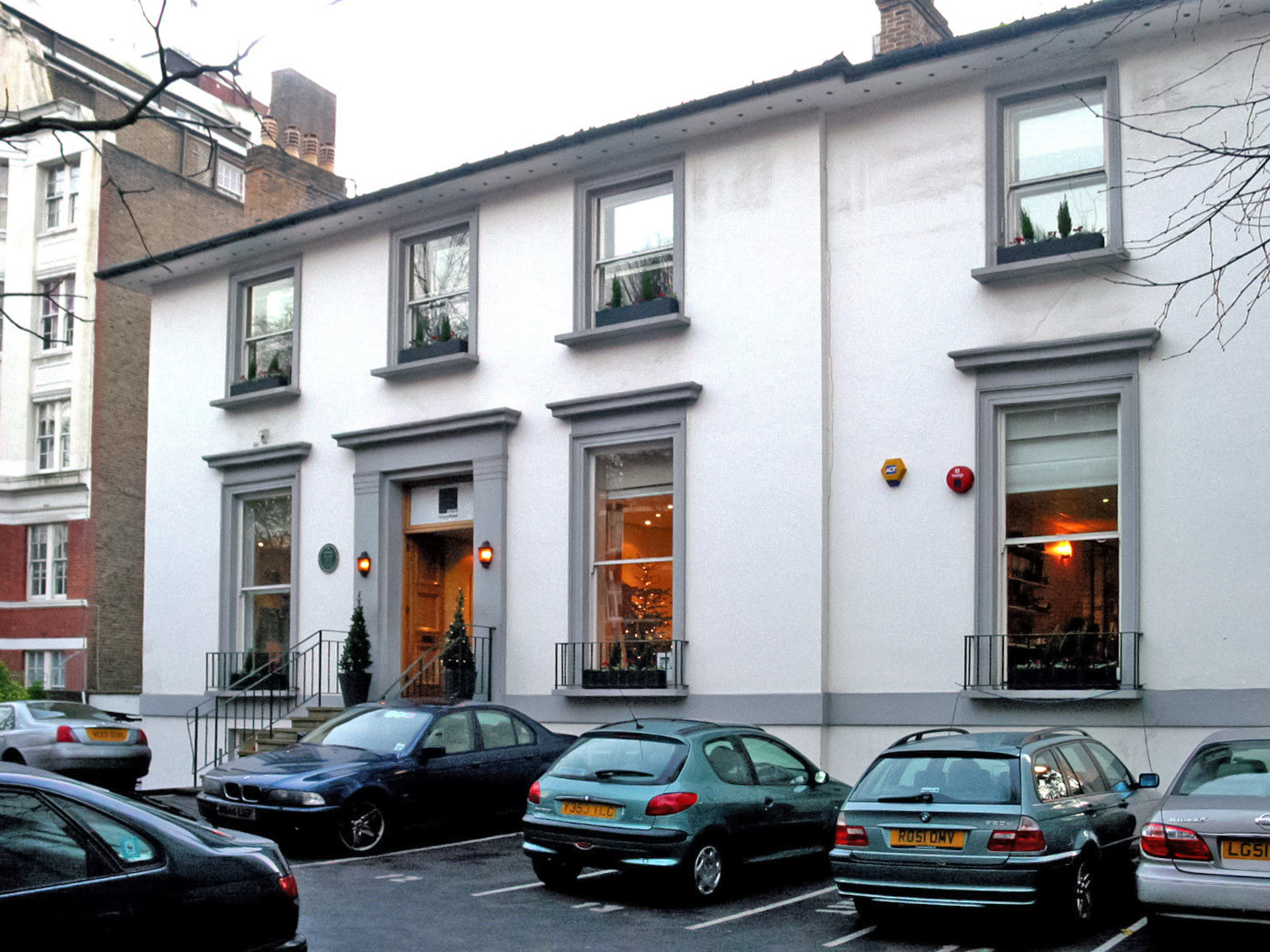
『プリティ。オッド。』のミキシングやストリングスのレコーディングが行なわれたアビー・ロード・スタジオ

2007年9月、パニック・アット・ザ・ディスコはデビュー作『フィーバーは止まらない』に続くスタジオ・アルバムのための曲作りを行なった。1か月の間に「6曲から7曲」が完成していて、MTVニュースの取材でロスはメンバー全員が前向きな見通しを立てていたことを語っている。同月、ラスベガスにあるスタジオ・アット・ザ・パームスでレコーディングを開始。12月のMTVニュースの取材でロスは、アルバムについて「（当初のアイデアから）180度逆転させて作っている」とし、サウンドをそぎ落としてクラシック・ロックのアプローチを目指したと説明している。アルバムについてメンバーは、デビュー作の商業的成功に伴うプレッシャーを感じることなく、当時自分たちが興味のあった楽曲を制作することに集中したと語っている。
当初のアルバムのアイデアを放棄した後、メンバーは「ナイン・イン・ジ・アフターヌーン〜恋するタイミング」や「ザット・グリーン・ジェントルマン」を含む3曲を最初に制作。フュエルド・バイ・ラーメンのオーナーであるジョン・ジャニックは、ボツとなった楽曲を聴いた時はバンドがどのような方向に進みたいかがわからず心配になったとし、ちょうど、メンバーが影響を受けてきたものを出し切らないと前に進めない時期だったんだと思う。それが終わって、半ば無理やりスタジオに入れたとたん、いい方向に進みはじめたんだよ。その後、“ナイン・イン・ジ・アフターヌーン〜恋するタイミング”を含む3曲が送られてきて、それを聴いたとき、確信したんだ。これなら大丈夫。絶対、成功するってねと語っている。「ナイン・イン・ジ・アフターヌーン〜恋するタイミング」についてロスは僕達が、また作曲活動に戻っていい時間を過ごしてる、っていう曲なんだ。最初に曲を思いつく時がどんなにエキサイティングかってことをね。新曲を持つって本当に久しぶりのことで、それをプレイするって、すごくエキサイティングなんだ。だから歌詞は基本的に、作曲がこんなにエキサイティングで、ずっと続けてるってことを歌ってるんだと説明している。同作を皮切りにバンドはパームスに身を置いていた6週間のうちに8曲の新曲を書き上げ、年末までにアルバムは完成に近付いていた。ほどなくしてアルバムは完成し、作曲した楽曲はすべて採用された。
2008年1月、バンドは1週間以上にわたって自宅スタジオでレコーディングに没頭し、その後ロンドンにあるアビー・ロード・スタジオでストリングスとホーンセクションのレコーディングが行なわれた。アルバムのミキシングも同スタジオで行なわれ、ピーター・コビンが手がけた。アルバムのプロデュースを手がけたロブ・メイセスは、キーボードやアコースティック・ピアノやマンドリンなどの楽器演奏で参加しているほか、「ナイン・イン・ジ・アフターヌーン〜恋するタイミング」以外の全楽曲のオーケストラの指揮とアレンジも手がけた。「マッド・アズ・ラビッツ」のウーリッツァー・エレクトリックピアノの演奏はエリック・ロニックによるもの。

## 構成
『プリティ。オッド。』の音楽性は、主にサイケデリック・ポップ、サイケデリック・ロック、バロック・ポップ、ポップ・ロック、フォークロックに分類される。『MTVニュース』は、本作について「『フィーバーは止まらない』よりもはるかに穏やかで、ここ10年間で最もビートレスクなアルバム」と説明している。ロスは「僕らはみんな『ラバー・ソウル』から『ホワイト・アルバム』までのそのすべてが好きだけど、『サージェント・ペパーズ』みたいなことはしたくなかった」と説明している。スペンサー・スミスは両親の影響でビートルズを聴いていたから、もともとそういう曲を作りたいとは思っていたんだ。いかにもなバンド・サウンドじゃなくて、もっとスロウな曲をね。デビュー・アルバムを作った時もそういうアイデアはあったんだけど、時間とオーケストラを雇う予算がなかったんだよ（笑）と語っている。ブレンドン・ユーリーはビートルズの他にゾンビーズやクイーンなどのロックバンドからの影響についても言及している。
本作に対してメンバーは明確なヴィジョンを持っておらず、「それぞれの楽曲はまったく違うタイプの曲を書きたくて、いろんな方法を試した」アルバムと見なしている。アルバムのプロデュースを手がけたメイセスは、一部の収録曲のオーケストラのアレンジと指揮を手がけていて、ロスは「特別な体験ができた」と振り返っている。収録曲の大半はロスが手がけているが、メンバー全員が曲作りに参加しており、ユーリーが2作書いているほか、ウォーカーとスミスが一部楽曲で作詞を手伝っている。『ワシントン・ポスト』紙は、本作でのバンドの音楽性について「バロック様式の楽器編成（フリューゲルホルン）、（簡潔で少し鈍感な）ソングライティングや（合理化された）ボーカルのフレージングから、ビートルズ風のコード進行、メロディー、フックやブライアン・ウィルソンに対するささやかな恩義が感じられる重厚なホーカル・ハーモニーまで、昔なじみでありつつすべてが新しい」と評した。収録曲の歌詞には、失恋やネオ・サイケデリアにまつわる格言などが取り入れられている。
ナショナル・パブリック・ラジオは、本作における「サイケデリック・ポップの試み、ヴォードヴィルと珍しい楽器編成」について言及した。

### 楽曲
『PopBuzz』のジェームズ・ウィルソン＝テイラーは「ウィ・アー・ソー・スターヴィング」が「長らく忘れられていた『ザ・モンキーズ』のエピソードのテーマ曲のよう」と評した。MTVニュースのジェームズ・モントゴメリーは「ナイン・イン・ジ・アフターヌーン〜恋するタイミング」がザ・バンドのアルバム『ミュージック・フロム・ビッグ・ピンク』と似ているとし、「ノーザン・ダウンポア」を「『アビイ・ロード』のアウトテイクのように聞こえる」と評した。『スピン』誌のバリー・ウォルターズは、「ホエン・ザ・デイ・メット・ザ・ナイト」を「アルバムの中心的存在」と見なし、前作からメンバーの作曲能力が大幅に向上していることについて触れた。音楽サイト『Gigwise』は「誰もがバンドにライブ演奏してくれることを望んでいる曲」とし、「ブラスのバッキングと華々しいストリングスがベースのクレッシェンドは、まさに『ペット・サウンズ』時代のザ・ビーチ・ボーイズのそれ」と評した。
『chorus.fm』のドリュー・ベリンガーは、「シーズ・ア・ハンサム・ウーマン」を本作の中心となる楽曲として挙げ、「パ・ドゥ・シュヴァル」を「確実にファブ・フォーの『ゲット・バック』や『マジカル・ミステリー・ツアー』への頌歌」と見なした。『NME』誌は、「シーズ・ア・ハンサム・ウーマン」を「キンクス風」、「ビハインド・ザ・シー」について「サマー・オブ・ラブから着想を得た楽曲」、「フロム・ア・マウンテン・イン・ザ・ミドル・オブ・キャビンズ」を「ビーイング・フォー・ザ・ベネフィット・オブ・ミスター・カイト」のオマージュと見なした。クリーブランドの新聞『プレイン・ディーラー』のジョン・ソーダーは、「パ・ドゥ・シュヴァル」の「ゲット・バック」、「ザ・ピアノ・ノウズ・サムシング・アイ・ドント・ノウ」の「ストロベリー・フィールズ・フォーエバー」からの影響を示唆し、「フロム・ア・マウンテン・イン・ザ・ミドル・オブ・ザ・キャビンズ」について「マックスウェルズ・シルヴァー・ハンマーの息子」と称した。
「アイ・ハヴ・フレンズ・イン・ホーリー・スペーシズ」と「フォーキン・アラウンド」は、ユーリーが作詞作曲した楽曲で、『ビルボード』誌のブライアン・ローリはユーリーが「牧歌的なアコースティック・フォークに挑戦した」楽曲と紹介している。また、「アイ・ハヴ・フレンズ・イン・ホーリー・スペーシズ」におけるユーリーのボーカルとウクレレ以外の楽器は外部ミュージシャンによる演奏であり、他のメンバーは参加していない。

## プロモーション

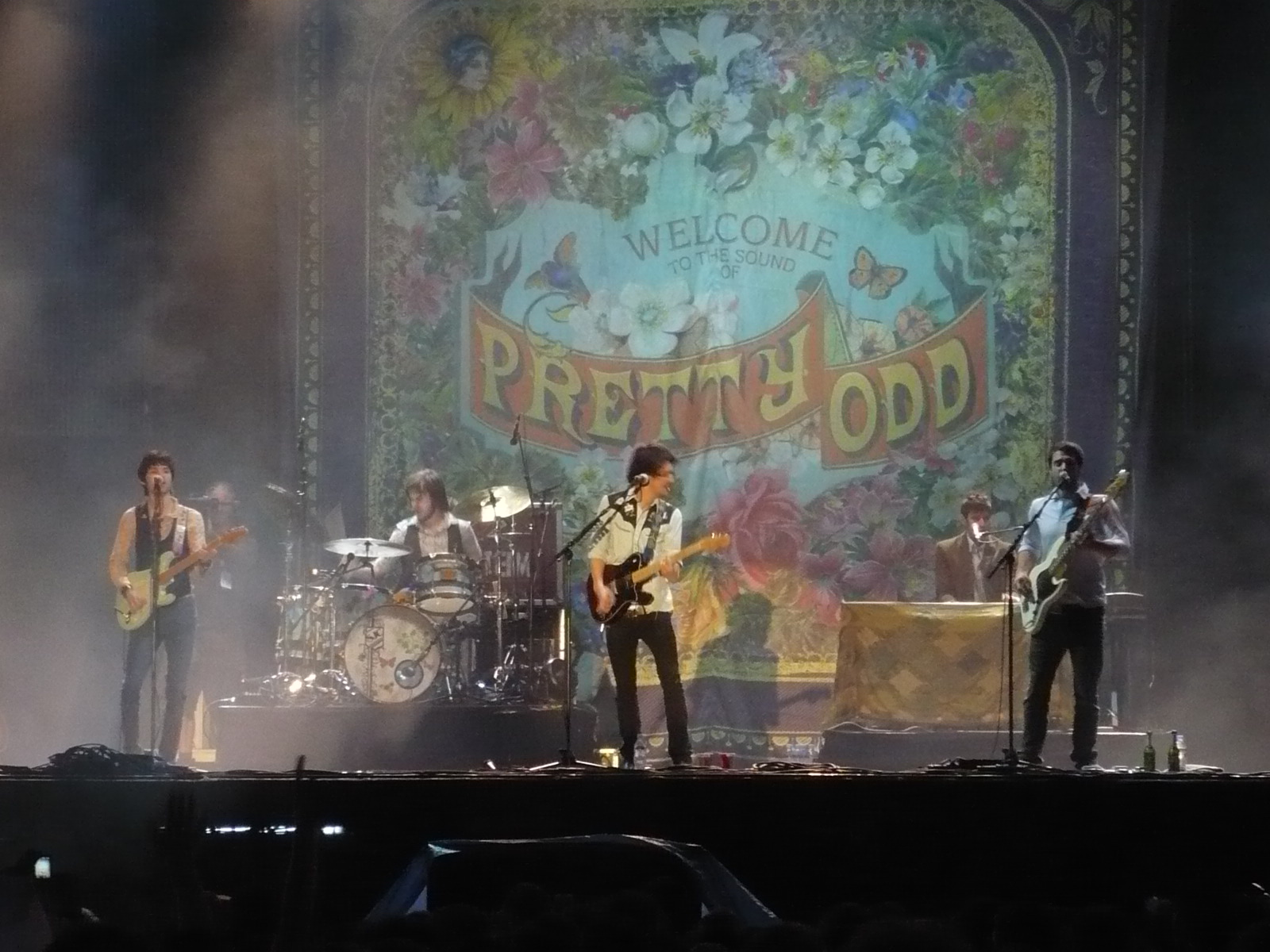
『ハリケーン・フェスティバル』で演奏するパニック・アット・ザ・ディスコ（2008年6月）

『プリティ。オッド。』のプロモーション活動は、グラスルーツマーケティングやバイラル・マーケティングに基づいて行なわれた。スミスによれば、当初の計画では2007年のクリスマスにシングルを発売し、（翌年）2月にアルバムを発売する予定だったという。2007年12月12日、バンドはMySpace上で公式サイトのリンクと「And so it begins ...（さあ、始まりだ…）」というメッセージを含めた速報を発表。公式サイトのリンクを開くと穴あきのパズルが用意されており、パズルを解くと「You Don't Have to Worry（心配しなくていいんだよ）」という文章が完成するという仕掛けになっていた。バンドのマネージャーであるボブ・マクリンによれば、このアイデアは「酔ったときに思いついた」もので、これを皮切りに数週間でアルバムのタイトルとアートワーク、アルバムからの第1弾シングルが公開された。
2007年12月14日、前述のパズルを通じてアルバムからの第1弾シングルが「ナイン・イン・ジ・アフターヌーン〜恋するタイミング」であることが発表された。2008年1月2日には、アルバムの1曲目「ウィ・アー・ソー・スターヴィング」のラフミックスがバンドのMySpace上で公開され、同日中に45,000回を超える再生回数を記録した（現在は削除済）。1月10日、アトランティック・レコードのスポークスパーソンによってアルバムタイトルが発表された。同日にはバンド名が感嘆符を含まない表記に変更されることも合わせて発表された。4月には『Panic At the Disco In American Valley』と題した短編映画が公開された。

## アルバムタイトルおよびアートワーク
アルバムタイトル『プリティ。オッド。』は、レコーディング中にロスが書き留めていたもので、メンバーが気に入ったことから採用された。ロスによれば、アルバムタイトルについての話し合いは行なっていなかったという。タイトル中の句読点は、スミスの「（句読点を付けることで）もっと面白くなる」という意図により加えられた。その一方で、バンド名の表記から感嘆符を省略したことでファンを激怒させ、複数の論評を引き起こすこととなった。表記の変更について、『Webster's New World to Punctuation: Simplified and Applied』の著者であるジェラルディン・ウッズは、E・E・カミングスを引き合いに「（アーティストにとっての）抵抗の仕方の1つ」とたとえた。
アルバムのアート・ディレクションはアレックス・カーズナーが務めた。歌詞カード中のイラストはコニー・マキタによるもので、その他のイラストの大部分はカーズナーとタナパン・プアンパクディーによるもの。アルバムのアートワークは、2008年1月23日に公式サイト上で公開された。アートワークは花や蝶のイラストで構成されていて、『スラントマガジン』のポール・シュロッドは「ザ・ビーチ・ボーイズへの敬意を表したもの」と見なしている。第51回グラミー賞では本作のデラックス・エディションが最優秀ボックスまたはスペシャル限定盤パッケージ賞にノミネートした。

## リリース
アルバム『プリティ。オッド。』は、2008年3月25日にフュエルド・バイ・ラーメンおよびディケイダンス・レコードから発売された。発売初日で54,000枚、初週売上139,000枚の売上を記録してBillboard 200で初登場2位を記録した。『ビルボード』誌のTop Alternative Albumsでは第1位を獲得したほか、デジタル形態では全体の26%を占める売上により同形態のアルバムチャートで最高位2位を記録した。iTunes Storeでは予約注文により発売前日の時点で8,000ダウンロードを記録し、ニールセン・サウンドスキャンによれば2008年5月まで235,280ダウンロードを記録した。同年6月時点で音楽配信サービスを通じて500,000の売上を記録。
全英アルバムチャートでは6週にわたってチャートインし、初週で最高位2位を記録。カナダやメキシコのアルバムチャートでも最高位2位を記録した、ニュージーランドとオーストラリアとアイルランドのアルバムチャートでトップ10入りした。オーストラリアのアルバムチャートでは第1位を獲得。日本では4月9日に発売され、オリコン週間アルバムランキングで10週にわたってチャートインし、最高位25位を記録。アメリカレコード協会からは2016年6月17日にゴールド認定を受けた後、2019年3月15日にプラチナ認定を受けた。
『プリティ。オッド。』はBillboard 200で最高位2位を記録し、評論家から肯定的な評価を得たが、売上枚数としては前作『フィーバーは止まらない』を下回る結果となった。このことについてMTVから取材を受けたロスは「それが何を意味するというのかは本当にわからない。僕らにできるのはツアーをやって、みんなが新しいことに夢中になっているのを見届けること。それがうまくいっているのかどうかを確かめる唯一の方法さ」と語っている。2008年6月時点で、全世界での売上枚数は600,000枚を記録した。

## 評価
| 専門評論家によるレビュー | 専門評論家によるレビュー |
| 総スコア                 | 総スコア                 |
| 出典                     | 評価                     |
| ------------------------ | ------------------------ |
| Metacritic               | 70/100                   |
| レビュー・スコア         |                          |
| 出典                     | 評価                     |
| AllMusic                 | [ 72 ]                   |
| The A.V. Club            | B-                       |
| Entertainment Weekly     | B+                       |
| Mojo                     | [ 75 ]                   |
| NME                      | [ 40 ]                   |
| Q                        | [ 76 ]                   |
| Rolling Stone            | [ 77 ]                   |
| Spin                     | [ 37 ]                   |
| Uncut                    | [ 78 ]                   |
| USA Today                | [ 79 ]                   |

アルバム『プリティ。オッド。』の発売をめぐって、ファンや評論家からは様々な反応があり、2011年に『ローリング・ストーン』誌は「ロック史における最も際立った転機」の1つと見なした。Metacriticは、22件の評論家による「どちらかといえば肯定」的なレビューを基に100点満点中の70点をつけた。『スピン』誌のバリー・ウォルターズは「悲しみや醜さが信頼を勝ちとりやすいかもしれないこの時代に、あえて楽観的に美しくあり続けようとしていることからタイトルに恥じないアルバムといえる」と評した。『ビルボード』誌のケイティ・ヘイスティは、アルバムを「生のドラム・サウンドや交響曲、積み重ねたハーモニーを喜んで受け入れた15曲たち」と評した。『タイム』誌は、「スーパートランプのバウンスからパール・ジャム的なクランチサウンドまでじゅうぶん発達したメロディを備えていて、よりおしゃれなアルバム」とし、「今バンドがどこに向かっているのかはわからないが、この旅はもっと面白くなるだろう」と評した。『NME』誌は「悲観的な出世主義を打ち負かした芸術的な熱意の勝利」とし、「今年の心地いいサイケ・ポップ・アルバムの1つ」と評した。
『オルタナティヴ・プレス』誌がアルバムを「野心的」と見なす一方で、『ブレンダー』誌はアルバムに収録のいくつかの曲について「偉大さとの遭遇」と見なした。『ローリング・ストーン』誌のロブ・シェフィールドは、アルバム収録曲を「ときに美しい」とし、「たとえそれがやり過ぎだったとしても、基本的に常に『プリティ。オッド。』は陽気に聞こえる」と評した。『エンターテインメント・ウィークリー』のリー・グリーンブラットは、「変どころか美しい」「10代のファンが離れる可能性を持ったアイデアと楽器編成の中身が濃く、惜しみなく楽しめるレイヤーケーキ」と評した 。『The A.V. Club』のアーロン・バージェスは、アルバムの過半数の楽曲で使用されたバロック様式の管弦楽法をはじめとした要素を称賛し、「何気なく聴く以上の価値がある」と評した。音楽評論家のスティーヴン・トマス・アールワインは、本作を「このうえなくごた混ぜで、ちょっと変わった喜びを与える」アルバムと評した。『スラントマガジン』のポール・シュロッドは、アルバムを「ぱっとしない」とする一方で、楽曲のフックにおける「熱狂的な表現方法」を称賛した。
『モジョ』誌は、「バンドメンバーが若年齢の割には論理的すぎるうえに計算ずくの」LPと称した。『Q』誌は「結局のところ、親の真似をする代わりにパニック・アット・ザ・ディスコが自分たち世代についてもっと言ってほしかったと願うことだろう」と述べた。『ニューヨーク・タイムズ』は、「むやみやたらに手の込んでいて、思い切った変化を遂げた」アルバムと称したが、「あらゆる職人技にもかかわらず、『プリティ。オッド。』は型にはまっているうえに威圧的で、熱狂的というよりもわざとらしく思える」と評した。『ヴィレッジ・ヴォイス』紙は「真面目で意気揚々とした」アルバムと称したが、「（アルバム全体の）ストーリー性の把握の難しさ」を批判した。『アンカット』誌はアルバムが「理解されようと頑張りすぎた」とする一方で、バンドの成長意欲を称賛した。
『激ロック』のMAY-Eは、本作をダンス・エモシーンからの離脱を高らかに宣言するミュージカル・アルバムと称し、映画のサントラのような重量感もあれば、時代物のラジオ風まで、ムードに富んだクラシカルの作品だ。手法こそ古典的であれ、決してアナログになりすぎず、そしてイジイジなんかもしていない現代エモの「モテ・サウンド」へと昇華させているあたりはさすがだと評した。

## ライブツアー

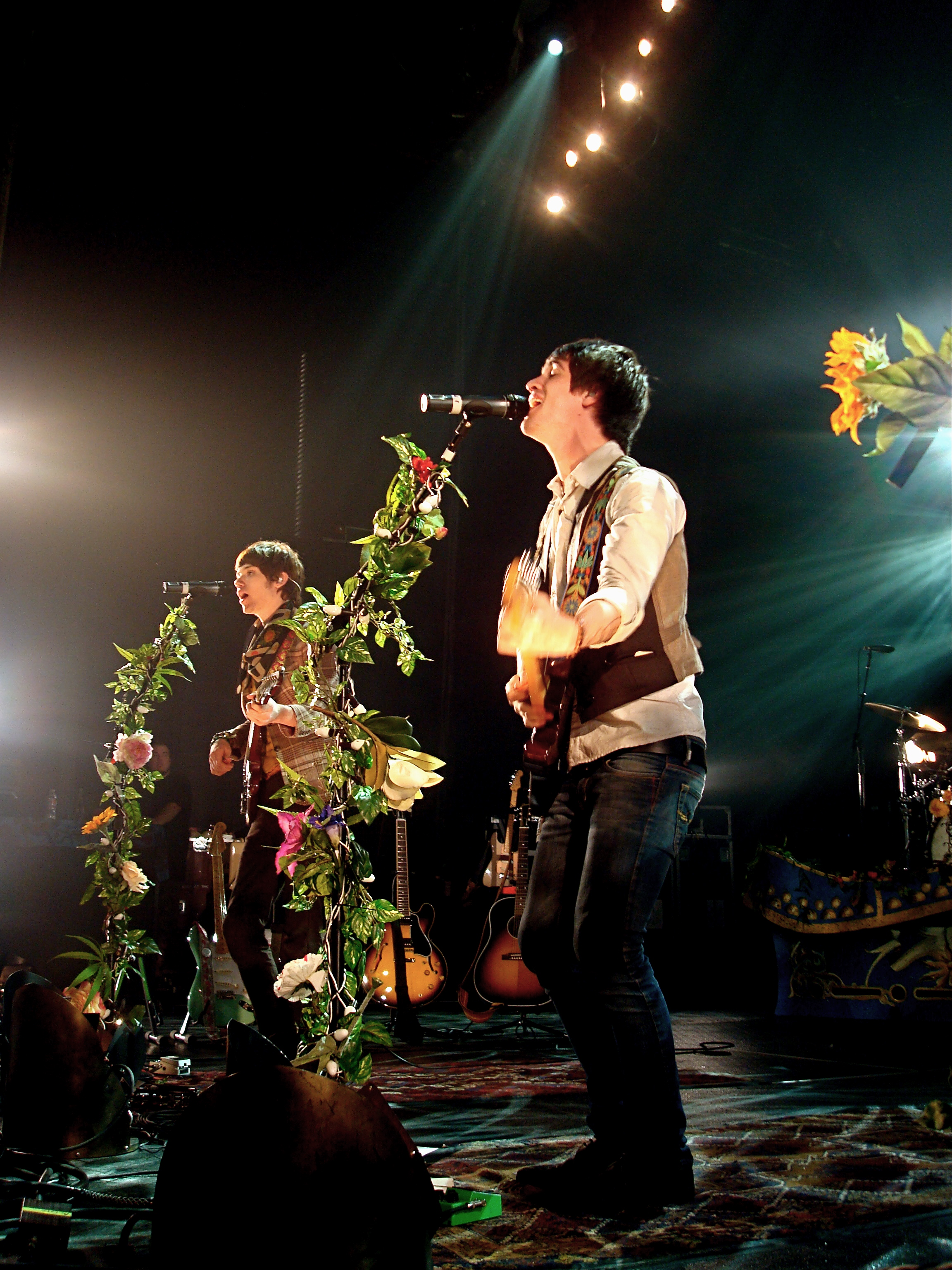
『ホンダ・シヴィック・ツアー』のベライゾン・ワイヤレス・シアター公演でのユーリーとロス

2008年1月10日、『ホンダ・シヴィック・ツアー』でヘッドライナーを務めることを発表。同ツアーは4月10日から6月14日にかけて開催され、パニック・アット・ザ・ディスコの他にモーション・シティ・サウンドトラック、ザ・ハッシュ・サウンド、ファントム・プラネットも参加した。10月5日から11月14日にかけてダッシュボード・コンフェッショナルやザ・キャブらとともにテレビゲーム『Rock Band 2』のプロモーションを目的としたライブツアーを開催。
従来のライブは暗いサーカスをテーマに行なわれていたが、本作を引っさげたライブツアーではまったく異なる様式が採用された。ライブでは森を連想させるステージセット、動植物を投影するスクリーン、花と照明で飾ったマイクスタンドが使用され、メンバーはベストを着用した。
ライブツアーは「これまでで最も環境に配慮したツアー」となっていて、これにあたりバンドは非営利の環境関連の団体2社と提携を結んだ。2008年のインタビューでロスはツアー中はバイオディーゼル燃料を使用したバスで移動し、プラスチックの再利用やリサイクルを行なっていることを明かしている。ツアーの小冊子には再生紙と大豆インクが使用されたほか、ツアーの収益が全額環境団体に寄付される「エココンテスト」が企画された。
12月2日には『ホンダ・シヴィック・ツアー』から5月のシカゴ公演でのライブ音源を収録したライブ・アルバム『ライヴ・イン・シカゴ』が発売された。同作に付属のDVDにはライブ映像、「ザット・グリーン・ジェントルマン」「ナイン・イン・ジ・アフターヌーン〜恋するタイミング」「マッド・アズ・ラビッツ」「ノーザン・ダウンポア」のミュージック・ビデオおよびそのメイキング映像、ツアードキュメンタリー「All In a Day's」が収録された。

## 収録曲

### CD
| #         | タイトル | 作詞・作曲                                                                | 時間  |
| --------- | --- | ------------------------------------------------------------------------- | ----- |
| 1.        | 「ウィ・アー・ソー・スターヴィング」(We're So Starving)                                                         | ライアン・ロス                                                            | 1:21  |
| 2.        | 「ナイン・イン・ジ・アフターヌーン〜恋するタイミング」(Nine in the Afternoon)                                   | ライアン・ロス ジョン・ウォーカー ブレンドン・ユーリー スペンサー・スミス | 3:12  |
| 3.        | 「シーズ・ア・ハンサム・ウーマン」(She's a Handsome Woman)                                                      | ライアン・ロス ジョン・ウォーカー                                         | 3:12  |
| 4.        | 「ドゥ・ユー・ノウ・ワット・アイム・シーイング?」(Do You Know What I'm Seeing?)                                 | ブレンドン・ユーリー ライアン・ロス スペンサー・スミス ジョン・ウォーカー | 4:14  |
| 5.        | 「ザット・グリーン・ジェントルマン」(That Green Gentleman (Things Have Changed))                                | ブレンドン・ユーリー ライアン・ロス スペンサー・スミス ジョン・ウォーカー | 3:15  |
| 6.        | 「アイ・ハヴ・フレンズ・イン・ホーリー・スペーシズ」(I Have Friends in Holy Spaces)                             | ブレンドン・ユーリー                                                      | 1:56  |
| 7.        | 「ノーザン・ダウンポア」(Northern Downpour)                                                                     | ライアン・ロス ジョン・ウォーカー                                         | 4:08  |
| 8.        | 「ホエン・ザ・デイ・メット・ザ・ナイト」(When the Day Met the Night)                                            | ライアン・ロス                                                            | 4:54  |
| 9.        | 「パ・ドゥ・シュヴァル」(Pas de Cheval)                                                                         | ライアン・ロス                                                            | 2:39  |
| 10.       | 「ザ・ピアノ・ノウズ・サムシング・アイ・ドント・ノウ」(The Piano Knows Something I Don't Know)                  | ライアン・ロス ジョン・ウォーカー スペンサー・スミス                      | 3:44  |
| 11.       | 「ビハインド・ザ・シー」(Behind the Sea)                                                                        | ライアン・ロス                                                            | 3:33  |
| 12.       | 「フォーキン・アラウンド」(Folkin' Around)                                                                      | ブレンドン・ユーリー                                                      | 1:55  |
| 13.       | 「シー・ハッド・ザ・ワールド」(She Had the World)                                                               | ライアン・ロス                                                            | 3:47  |
| 14.       | 「フロム・ア・マウンテン・イン・ザ・ミドル・オブ・ザ・キャビンズ」(From a Mountain in the Middle of the Cabins) | ライアン・ロス                                                            | 3:02  |
| 15.       | 「マッド・アズ・ラビッツ」(Mad as Rabbits)                                                                      | ライアン・ロス ジョン・ウォーカー ブレンドン・ユーリー                    | 3:51  |
| 合計時間: | 合計時間: | 合計時間:                                                                 | 48:43 |

| #         | タイトル | 作詞  | 作曲・編曲 | 時間 |
| --------- | --- | ----- | ---------- | ---- |
| 16.       | 「ドゥ・ユー・ノウ・ワット・アイム・シーイング? (オルタネイト・ヴァージョン)」(Do You Know What I'm Seeing? (Alternate Version)) |       |            | 3:55 |
| 17.       | 「ナイン・イン・ジ・アフターヌーン〜恋するタイミング (ミュージック・ビデオ)」(CD-EXTRA)                                          |       |            | 3:17 |
| 合計時間: | 合計時間: | 55:55 |            |      |

| #         | タイトル                                | 作詞  | 作曲・編曲 | 時間 |
| --------- | --------------------------------------- | ----- | ---------- | ---- |
| 16.       | 「Nine in the Afternoon (Radio Mix)」   |       |            | 3:12 |
| 17.       | 「Nine in the Afternoon (Music Video)」 |       |            | 3:17 |
| 18.       | 「Behind the Sea (Alternate Version)」  |       |            | 2:23 |
| 19.       | 「Mad as Rabbits (Music Video)」        |       |            | 3:48 |
| 合計時間: | 合計時間:                               | 61:23 |            |      |

### LP
A面
1. ウィ・アー・ソー・スターヴィング
2. ナイン・イン・ジ・アフターヌーン〜恋するタイミング
3. シーズ・ア・ハンサム・ウーマン
4. ドゥ・ユー・オウ・ワット・アイム・シーイング?
5. ザット・グリーン・ジェントルマン
6. アイ・ハヴ・フレンズ・イン・ホーリー・スペーシズ
7. ノーザン・ダウンポア
8. ホエン・ザ・デイ・メット・ザ・ナイト

B面
1. パ・ドゥ・シュヴァル
2. ザ・ピアノ・ノウズ・サムシング・アイ・ドント・ノウ
3. ビハインド・ザ・シー
4. フォーキン・アラウンド
5. シー・ハッド・ザ・ワールド
6. フロム・ア・マウンテン・イン・ザ・ミドル・オブ・ザ・キャビンズ
7. マッド・アズ・ラビッツ

## クレジット
※出典
パニック・アット・ザ・ディスコ
- ブレンドン・ユーリー – リード・ボーカル、ギター、ピアノ、キーボード、ベース、オルガン、ハープシコード、ウクレレ
- ライアン・ロス – ギター、ボーカル、キーボード、ピアノ、ハーモニカ
- ジョン・ウォーカー – ベース、バックグラウンド・ボーカル、ギター
- スペンサー・スミス – ドラム、パーカッション、バックグラウンド・ボーカル

外部ミュージシャン
- ロブ・メイセス – 追加のギター、キーボード、マンドリン、アコースティック・ピアノ、オーケストラアレンジ
- エリック・ロニック – ウーリッツァー・エレクトリックピアノ（M15）
- イソベル・グリフィス – オーケストラ・コントラクター（M2以外）
- ペリー・モンタギュー＝メイソン – 第1ヴァイオリン（M2以外）
- ワーレン・ジーリンスキー – 第2ヴァイオリン（M2以外）
- ピーター・ララ – ヴィオラ（M2以外）
- トニー・プリース – チェロ（M2以外）
- クリス・ローレンス – ダブルベース（M2以外）
- デヴィッド・マン – アルト・サクソフォーン、クラリネット（M2以外）
- アンディ・スニッツァー – テナー・サクソフォーン（M2以外）
- ロジャー・ローゼンバーグ – バリトン・サクソフォーン（M2以外）
- マイク・デイヴィス – トロンボーン（M2以外）
- ジェフ・キーヴィット – トランペット、フリューゲルホルン（M2以外）
- サンドラ・パーク – コンサートマスター、ストリングス・コントラクター（M2）
- ジェフ・キーヴィット – トランペット、ピッコロトランペット（M2）
- トニー・カドレック – トランペット（M2）

制作
- ロブ・メイセス – プロデュース
- クラウディウス・ミッテンドーファー – レコーディング・エンジニア（スタジオ・アット・ザ・パームス）
- ジョナサン・アレン – レコーディング・エンジニア（アビー・ロード・スタジオ、M2以外）
- アレックス・ヴァンジュール – レコーディング・エンジニア（レガシー・レコーディング・スタジオ、M2）
- マーク・エヴァートン・グレイ – アシスタント（スタジオ・アット・ザ・パームス）
- ルイス・ジョーンズ – アシスタント（アビー・ロード・スタジオ、M2以外）
- ピーター・コビン – ミキシング
- リチャード・ランキャスター – ミキシング・アシスタント
- ピーター・ハッチングズ – ミキシング・アシスタント
- スコット・ハル – マスタリング
- ピート・ウェンツ – A&R
- アレックス・カーズナー – クリエイティヴ・ディレクター、アート・ディレクター、イラスト
- コニー・マキタ – イラスト
- タナパン・プアンパクディー – イラスト
- ジェニファー・ツァー – 写真
- アンソニー・フランコ – スタイリスト
- デーモン・チェシー – プロップスタイリスト
- アンディ・プディン – パッケージマネージャー

## チャート成績

### 週間チャート
| チャート (2008年)                      | 最高位 |
| -------------------------------------- | ------ |
| オーストラリア (ARIA)                  | 1      |
| オーストリア (Ö3 Austria)              | 5      |
| ベルギー (Ultratop Flanders)           | 34     |
| ベルギー (Ultratop Wallonia)           | 99     |
| カナダ (Billboard)                     | 2      |
| デンマーク (Hitlisten)                 | 38     |
| フィンランド (Suomen virallinen lista) | 17     |
| フランス (SNEP)                        | 58     |
| ドイツ (Offizielle Top 100)            | 13     |
| アイルランド (IRMA)                    | 7      |
| 日本 (オリコン)                        | 25     |
| オランダ (MegaCharts)                  | 41     |
| ニュージーランド (RMNZ)                | 5      |
| スコットランド (OCC)                   | 2      |
| スウェーデン (Sverigetopplistan)       | 35     |
| スイス (Schweizer Hitparade)           | 71     |
| UK アルバムズ (OCC)                    | 2      |
| US Billboard 200                       | 2      |
| US Top Alternative Albums (Billboard)  | 1      |
| US Top Rock Albums (Billboard)         | 1      |

### 年間チャート
| チャート (2008年)              | 順位 |
| ------------------------------ | ---- |
| US Billboard 200               | 122  |
| US Top Rock Albums (Billboard) | 25   |

## 認定
\
| 国/地域                                                       | 認定     | 認定/売上数 |
| ------------------------------------------------------------- | -------- | ----------- |
| カナダ (Music Canada)                                         | Gold     | 50,000      |
| イギリス (BPI)                                                | Gold     | 100,000^    |
| アメリカ合衆国 (RIAA)                                         | Platinum | 1,000,000   |
| ^ 認定のみに基づく出荷枚数 · 認定のみに基づく売上数と再生回数 |          |             |